# Sprechstörung
Eine Sprechstörung oder ein Sprechfehler ist die Unfähigkeit, Sprachlaute korrekt und fließend zu artikulieren. Es ist eine Störung in der Verwirklichung lautlicher Sprechnormen. Im Gegensatz zur Sprachstörung sind hier nur die motorisch-artikulatorischen Fertigkeiten beeinträchtigt, das Sprachvermögen an sich ist jedoch intakt. Sprach- und Sprechstörung können auch gemeinsam auftreten.

## Störungen des Redeflusses
Eine Redeflussstörung ist eine Störung des Sprechens, welche durch Unterbrechungen des Sprechablaufs, Pausen, Wiederholungen und Einschübe gekennzeichnet ist.
Zu den Störungen des Redeflusses gehören das Stottern (Störung des Redeflusses mit Pausen, Einschüben, Wiederholungen von Lauten, Silben oder Worten), das Poltern (verwaschene Aussprache durch zu schnelles Reden und Verschlucken von Lauten), der Mutismus (partielles oder vollständiges Nichtsprechen über einen relativ langen Zeitraum hinweg nach weitgehend abgeschlossener Sprachentwicklung) und die Logophobie (dauerhafte und übersteigerte Angstreaktion in Sprechsituationen).

## Störungen der Sprechmotorik

### Dysarthrie
Die Dysarthrie, auch Dysarthrophonie oder Dysarthropneumophonie ist eine Störung der Sprechmotorik, Phonation und Sprechatmung bedingt durch Schädigungen von Hirnnerven oder motorischer Hirnareale (motorischer Cortex, Basalganglien, Kleinhirn).
Darunter versteht man Aussprachestörungen infolge Erkrankungen der zentralen Bahnen und Kerne der Nerven, die am Sprechvorgang wesentlich beteiligt sind. Ursachen sind meist Schädel-Hirn-Traumata, Tumoren, entzündliche Erkrankungen oder cerebrovaskuläre Störungen.
Dysarthrien können sich durch eine undeutliche, verwaschene Artikulation, Veränderungen der Stimmqualität, der Sprechmelodie oder des Sprechtempos sowie Störungen der Rhythmik oder Dynamik des Sprechens äußern.
Die Maximalform mit völliger Unfähigkeit, sprachähnliche Laute zu produzieren, wird als Anarthrie bezeichnet.

### Dyslalien
Dyslalien (griechisch dys ‚schlecht‘, lalein ‚reden‘; deutsch veraltet auch: Stammeln) bezeichnen Entwicklungshemmungen der Lautbildung. Dabei unterscheidet man zwischen phonetischen und phonologischen Störungen. Erstere stellen eine Sprechstörung dar, zweitere dagegen eine Sprachstörung, die den Sprachentwicklungsstörungen zugeordnet wird. Bei Dyslalien werden Laute oder Lautverbindungen verändert (Distorsion), ausgelassen (Elision) oder durch andere Phoneme ersetzt (Paralalie).
Bei den phonetischen Störungen ist die tatsächliche Bildung des Lautes betroffen. Die Artikulation misslingt, weil der dazugehörige motorische Komplex beeinträchtigt ist. Hier finden sich i. d. R. Distorsionen und Elisionen. Ein bekanntes Beispiel für eine Dyslalie im Sinn einer Sprechstörung ist die lispelnde Aussprache des Lautes S, wissenschaftlich Sigmatismus genannt. Die spezifischen phonetischen Störungen werden durch den entsprechenden griechischen Buchstaben mit der Endung „-zismus“ benannt, z. B. Rhotazismus bei /R/, Gammazismus bei /G/, Kappazismus bei /K/ usf.
Bei den phonologischen Störungen sind dagegen sprachsystematische Prozesse beeinträchtigt. Die Laute können zwar isoliert gebildet werden, werden aber nicht korrekt wahrgenommen und fehlerhaft abgespeichert, sind also in ihrer Bildungsart und ihrem Bildungsort nicht vollständig erfasst. Hier kommt es v. a. zu Paralalien, häufig innerhalb derselben Lautgruppe (K/T/P, G/D/B, M/N/NG, L/R, F/S/CH1/SCH). Zu den sprachsystematischen Prozessen gehören u. a. die Unterscheidung der Laute (Lautdiskrimination), das Erkennen eines Lautes innerhalb einer Silbe, eines Wortes oder eines Satzes (Lautanalyse), das Zusammenfügen der einzelnen Bildungskomponenten (Lautsynthese) und das Lautfolgegedächtnis.
Die Unterscheidung, ob Sprachlaute nicht gebildet werden können oder ob sie in ihrer bedeutungsunterscheidenden Funktion nicht korrekt verwendet werden, ist besonders wichtig in Hinsicht auf die Förderung, bedeutet aber nicht, dass die Störungen nicht auch in Kombination auftreten können.

### Dysglossien
Dysglossien bezeichnen Störungen der Artikulation durch Veränderung der Sprechorgane.
Ursachen dafür können sein: Angeborene Missbildungen, Lähmungen oder Verletzungen an Lippen, Zähnen, Zunge, Gaumen und Rachen.